# Tobajer Kogel

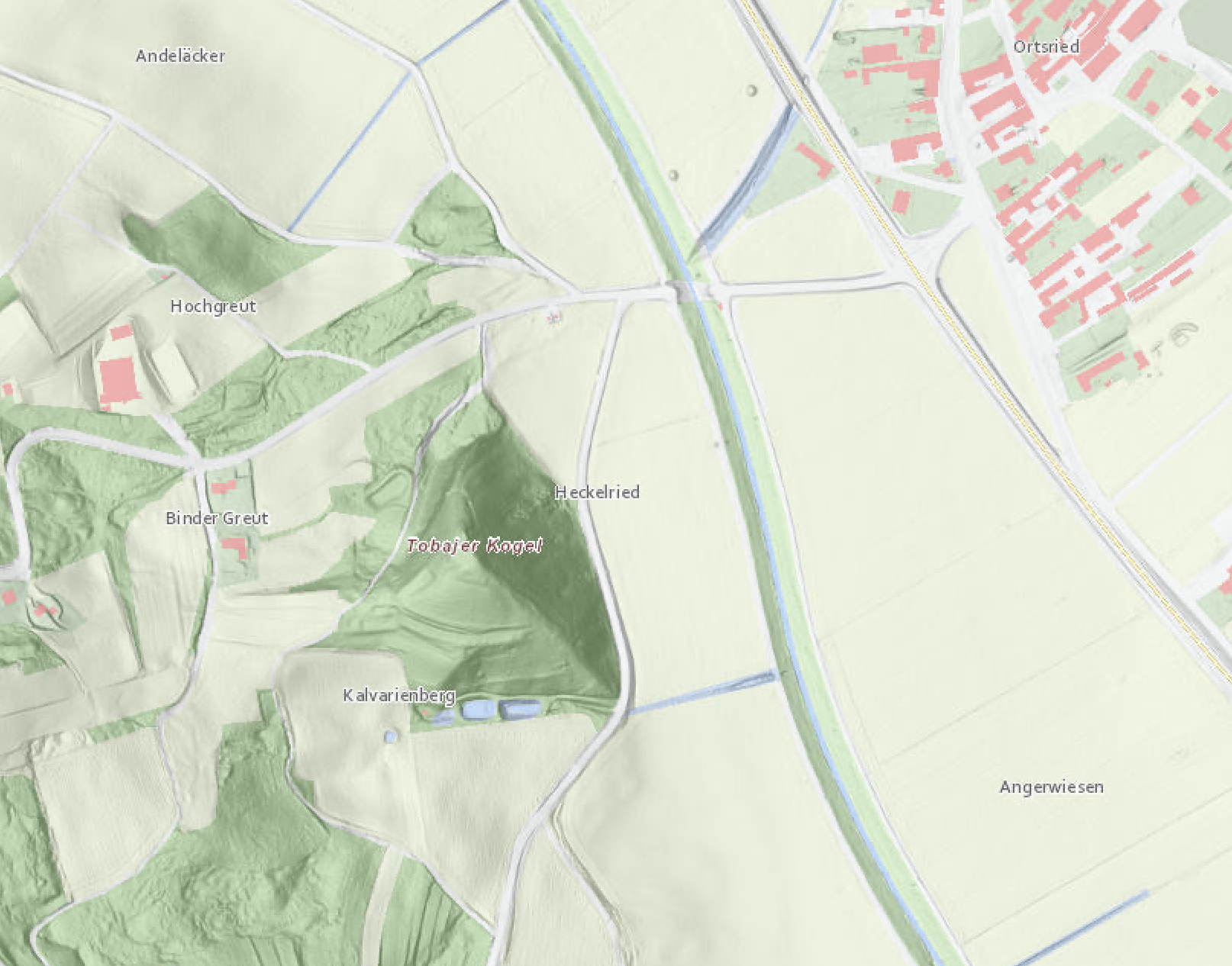
Topografische Karte des Kogels mit der Ortschaft Tobaj im Nordosten

Der Tobajer Kogel ist ein ca. 80 m hoher Porphyrkegel in der Gemeinde Tobaj im Bezirk Güssing im österreichischen Bundesland Burgenland. Zusammen mit dem nahe gelegenen Güssinger Burgberg ist er eines der letzten sichtbaren Zeichen von ehemals vulkanischer Aktivität entlang der heutigen Thermenlinie im Südosten Österreichs. Der ab dem Spätbarock als Kalvarienberg genutzte Kogel war später Standort einer Einsiedelei und eines Wirtshauses. Seine nördlichen und westlichen Abhänge werden heute land- und forstwirtschaftlich genutzt. Der früher für Weinbau genutzte Südteil ist als Biotopschutzgebiet ausgewiesen, das vor allem aus Halbtrockenrasen- und Trockenrasenflächen besteht.

## Lage und Beschreibung
Der Kogel liegt auf 245–275 m Seehöhe im Unteren Stremtal, etwa 400 m südwestlich der Ortschaft Tobaj und rund 3,5 km nordwestlich des Bezirksvorortes Güssing. Er erhebt sich ca. 80 m über die umliegenden Felder am rechtsseitigen Ufer der Strem und gehört zum Güssinger Hügelland, einem östlichen Teilbereich des Oststeirischen Hügellandes. Am unteren Südhang des Kogels verläuft die Hasendorfer Straße (L412), am Nordhang der Tschantschendorfer Ast (L411a), und im Südwesten parallel zur Strem die Güssinger Straße (B57).
Geologisch betrachtet handelt es sich um einen ehemaligen Vulkankegel, der hauptsächlich aus Tuffit besteht, und über Einschlüsse von Amphibolith, Olivin und Kristalle der Hornblende verfügt. Seine Form ähnelt einer Pyramide auf dreieckigem Grundriss. Biotypologisch verfügt der Tobajer Kogel über basenreiche Magerwiesen der Tieflagen, kontinentale basenreiche Mäh-Halbtrockenrasen und trockenwarmen Waldsaum. Gemäß FFH-LRT-Klassifizierung handelt es sich bei seinen Flächen um die Typen 6210 Halbtrocken- und Trockenrasen, und 6510 Glatthaferwiese. Die Böden des Kogels sind aufgrund des verwitternden Tuffitgesteins besonders fruchtbar. An der steil abfallenden Nordseite des Kogels befindet sich eine der wenigen Felswände des sonst eher hügelig geprägten Bezirkes Güssing.

## Geschichte

### Entstehungsgeschichte
Vor vermutlich rund 1,5 bis 2 Millionen Jahren kam es im heutigen Südostösterreich zu starken Erderschütterungen, die an mehreren Stellen der heutigen Regionen Südburgenland und Oststeiermark zu Vulkanausbrüchen und Magmaeruptionen führten. Das dabei aus dem Erdinneren austretende, an der Oberfläche erstarrende Material schuf zahlreiche Basaltkegel, zu denen unter anderem die Burgberge von Güssing und Riegersburg zählen. Der Tobajer Kogel entstand ebenfalls durch ein solches Austreten von Glutflüssigkeit vermengt mit heißer Asche, bei dem auch Hornblendkristalle und Amphibol-Olivinsteine mit an die Oberfläche befördert wurden. Der Tuffkegel des Kogels besteht aus den Resten der Ascheglut, die beim Abkühlen zurückblieb.

### Neuzeitliche Nutzung

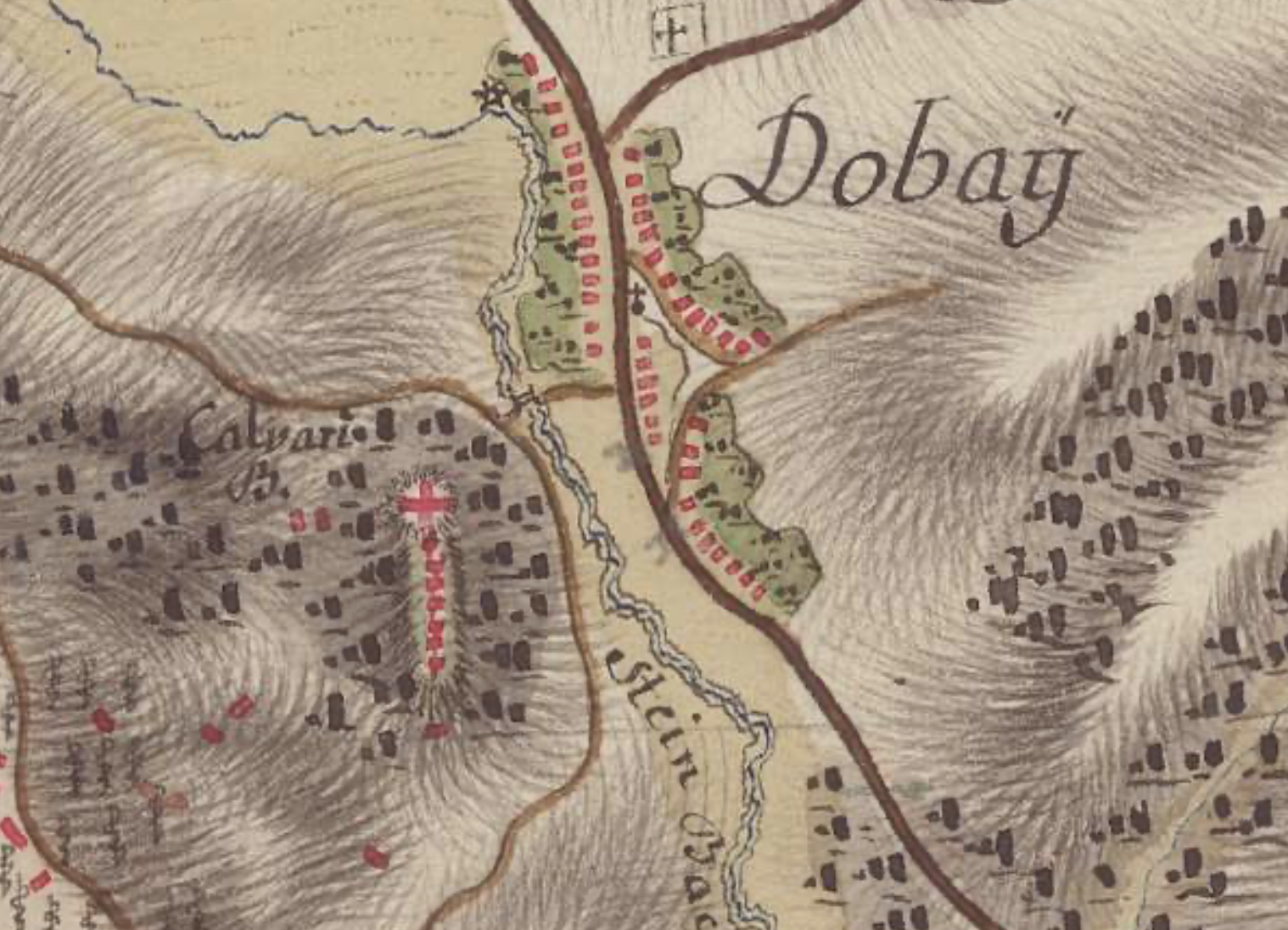
Dorf und Kogel auf einem Kartenausschnitt der Josephinischen Landesaufnahme (1782–1785)

Zusammen mit der gleichnamigen Ortschaft gehörte der Tobajer Kogel zur Herrschaft Güssing, die ab 1524 dem ungarischen Magnatengeschlecht Batthyány unterstellt war. Bei einer Gütertrennung nach dem Ableben von Adam I. Graf Batthyány, bei der es auch zu einer Teilung von Herrschaft und Burg Güssing unter Adams Söhnen Christoph II. und Paul I. kam, fiel das Gebiet mit dem Kogel der jüngeren Linie von Paul Batthyány zu. Dessen Sohn Sigmund I. (1673–1726) ließ 1728 einen Kalvarienberg errichten, der aus steinernen Stationen entlang des Weges auf den Hügel, sowie einer Kapelle auf dessen Kuppe bestand. Die Wallfahrtskapelle verfügte über eine annähernd lebensgroße, aus Lindenholz geschnitzte Pietà aus dem Jahr 1646. Betreut wurde die Kalvarienberganlage von den Anwohnern einer ebenfalls am Kogel vorhandenen Einsiedelei. Ab wann diese existierte ist unklar, sie bestand aber bis zur Aufhebung der Einsiedeleibruderschaften durch Joseph II. im Jahr 1782. Die Gebäude der Einsiedelei wurden danach als Wirtshaus genutzt. Kreuzwegstationen und Kapelle bestanden weiter, verfielen nach dem Tod des letzten ehemaligen Einsiedlers 1787 aber schrittweise. Die in den Karten der Josephinischen Landesaufnahme (1782–1785) noch verzeichneten Bauten des Kalvarienberges wurden bei der Franziszeischen Landesaufnahme (1819–1869) nicht mehr erfasst und bestanden daher wahrscheinlich nicht mehr. Ursprünglich diente der Kogel als wichtige Andachtsstätte für die nähere Umgebung. Neben der Kalvarienberganlage existierte am Fuße des Kogels auch eine vielbesuchte Quelle, der Heilkräfte gegen Augenkrankheiten zugeschrieben worden sein dürften – ähnlich der Ulrichsquelle im ca. 13 km flussabwärts von Tobaj gelegenen Heiligenbrunn, das ebenfalls zur Herrschaft von Sigmund I. und seinen Nachkommen gehörte.

Was mit dem Material der Kreuzwegstationen und der Kapelle passierte ist unklar, die Pietà der Kapelle existiert aber bis heute als Teil des Seitenaltares der heutigen Pfarrkirche Tobaj. Sie landete ursprünglich in der Kirche von St. Nikolaus bei Güssing, die bis in das 20. Jahrhundert Sitz der kroatischsprachigen Pfarre von Güssing war, und die damit die Pfarre war, der die Kapelle ursprünglich unterstellt gewesen war. Wann genau die Statue später von St. Nikolaus nach Tobaj kam, ist nicht bekannt, das aktuelle Kirchengebäude in Tobaj wurde aber 1868 anstelle eines älteren Vorgängerbaus errichtet. Wahrscheinlich ist, dass dabei im Zuge der Innenraumgestaltung die Figur in die neue Kirche übertragen wurde.

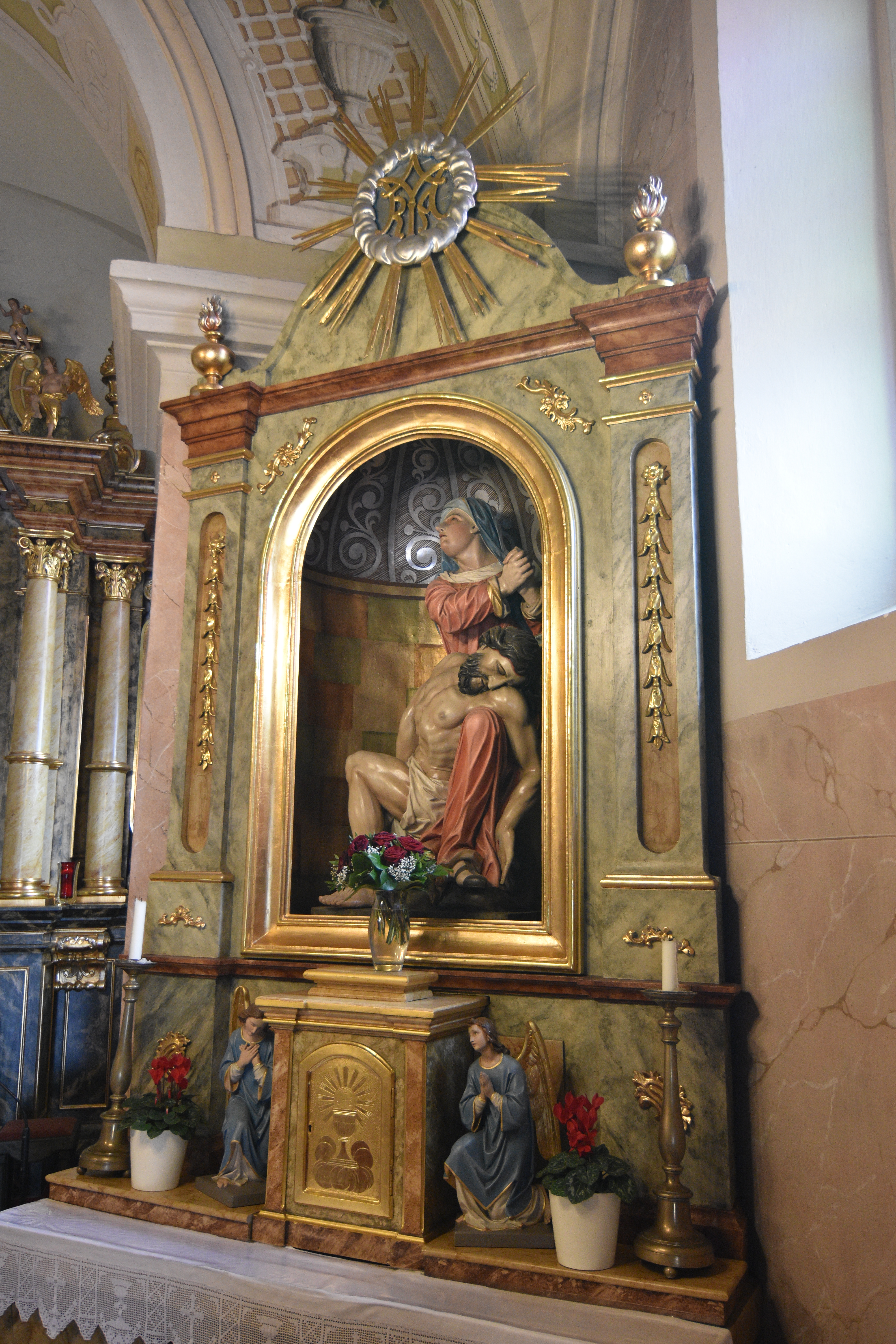
Die Pietà der nicht mehr existenten Kapelle des Kogels befindet sich heute am Nebenaltar der Tobajer Pfarrkirche.

Die anstelle der Einsiedelei eingerichtete Gaststätte bestand nur relativ kurze Zeit, da sie nach einem Kapitalverbrechen, bei dem die Wirtsleute und deren Gesinde ermordet worden waren, aufgegeben wurde. Das genaue Motiv der Tat ist zwar heute unbekannt, der Täter konnte aber gefasst werden, und wurde anschließend hingerichtet. Der Kogel wurde danach nur noch land- und forstwirtschaftlich genutzt. Bereits ab dem 18. Jahrhundert betrieb die Güssinger Grundherrschaft Weinbau an seinen Hängen, und ebenfalls von der Familie Batthyány angelegte Fischteiche am Südhang des Kogels bestehen bis heute – die sogenannten Batthyánischen Teiche. Im Zuge der Reblauskrise Ende des 19. Jahrhunderts wurden viele der zahlreichen Weingärten an den Abhängen des Stremtales vernichtet. Die letzten – privaten – Weingärten am Tobajer Kogel bestanden bis ins 20. Jahrhundert. Als auch diese aufgegeben wurden, begann der Tuffhügel langsam zu verwildern.

## Legendenbildung
Unter anderem wegen seiner markanten Konturen, die an ein künstliches Bauwerk erinnern, bildeten sich einige Legenden um den Tobajer Kogel. Seit Jahrhunderten verbreitet ist etwa die Annahme zwischen dem Güssinger Schlossberg und dem Tobajer Kogel habe es einen unterirdischen Tunnel gegeben, der die Burg Güssing mit dem Kogel verbunden gehabt habe. Auch ein Kloster soll es auf der Kuppe des Kogels gegeben haben – eine Legende, die ihren Ursprung vermutlich in der im 18. Jahrhundert bestandenen Einsiedelei hat. Weiters existiert eine Sage über eine erfolglose Belagerung der Burg Güssing, die beide Legenden miteinander verknüpft:
Laut dieser soll der vermeintlich bestehende Verbindungstunnel bei einer Belagerung von Stadt und Burg Güssing während des Großen Türkenkrieges genutzt worden sein, um die Verteidigungstruppen mit Lebensmitteln zu versorgen. Die Besetzten seien zufällig auf den Eingang des ihnen unbekannten Tunnels gestoßen, hätten sich auf der Suche nach Hilfe auf den Weg durch diesen begeben, und seien in einem Kloster am Tobajer Kogel gelandet. Dort hätten sie einen Mönch angetroffen, der ihnen rasche Hilfe zugesichert gehabt habe. Er habe einige Tage in den unbesetzten Dörfern der Umgebung, sowie auf den umliegenden Bauernhöfen Verpflegung gesammelt, und diese durch den Tunnel zu den Verteidigern gebracht. Durch diese Unterstützung sei es diesen gelungen, erfolgreich der Belagerung standzuhalten.
Eine Variante dieser Sage verknüpft diese mit der Namensherkunft des Dorfes Tobaj: Die sich zugetragene Rettung der Burgverteidiger habe sich wie ein Lauffeuer bei der lokalen Bevölkerung verbreitet, die aber die Identität des Retters angezweifelt gehabt habe. So habe man gemutmaßt, dass es sich nicht um einen Mönch, sondern um eine verkleidete Frau gehandelt habe. Von der vermeintlich häufig getätigten Aussage „Es woa dou a Wei'!“ (hochdeutsch „Es war doch ein Weib!“) habe sich der Name Tobaj abgeleitet.

## Biotopschutzzone
Der Südteil des Kogels ist als Biotopschutzgebiet ausgewiesen. Die Flächen im Ausmaß von 15.231 m² bestehen hauptsächlich aus Trespen-Halbtrockenrasen und deren Saumgesellschaften, sowie aus einer Glatthaferwiese im Südosten und Osten. Ebenfalls Teil des Gebietes ist eine seit mindestens 1930 bestehende Mähwiese, die ursprünglich intensiv genutzt wurde, und eine große Artenvielfalt ausbilden konnte. In der Schutzzone gedeihen Ähren-Blauweiderich, Aufrecht-Ziest, Bartnelke, Berg-Klee, gewöhnliches Blaugrün-Labkraut, Blut-Storchschnabel, Schwalbenwurz, Hirschwurz, Kleine Wachsblume, Kreuz-Enzian, Rauhaar-Alant und Schopf-Traubenhyazinthe. Sie ist darüber hinaus Lebensraum für zahlreiche Tierarten, wie Dorngrasmücke, Neuntöter, Sperbergrasmücke, Wechselkröte, Europäische Gottesanbeterin, und insgesamt 17 Tagfalter-Arten.